# Acide 2-éthoxybenzoïque
L'acide 2-éthoxybenzoïque est un composé aromatique de formule brute C9H10O3. Il est constitué d'un cycle de benzène substitué par un groupe carboxyle et un groupe éthoxyle, en position ortho.
L'acide 2-éthoxybenzoïque est notamment utilisé comme composant de ciments dentaires.